# Pierre-Joseph Redouté
Pour les articles homonymes, voir Redouté.
Pierre-Joseph Redouté, né à Saint-Hubert (Wallonie) le 10 juillet 1759 et mort à Paris le 19 juin 1840, est un peintre, graveur, éditeur et enseignant wallon.
Célèbre pour ses aquarelles de fleurs, et plus particulièrement de roses, il est surnommé « le Raphaël des fleurs ».

## Biographie

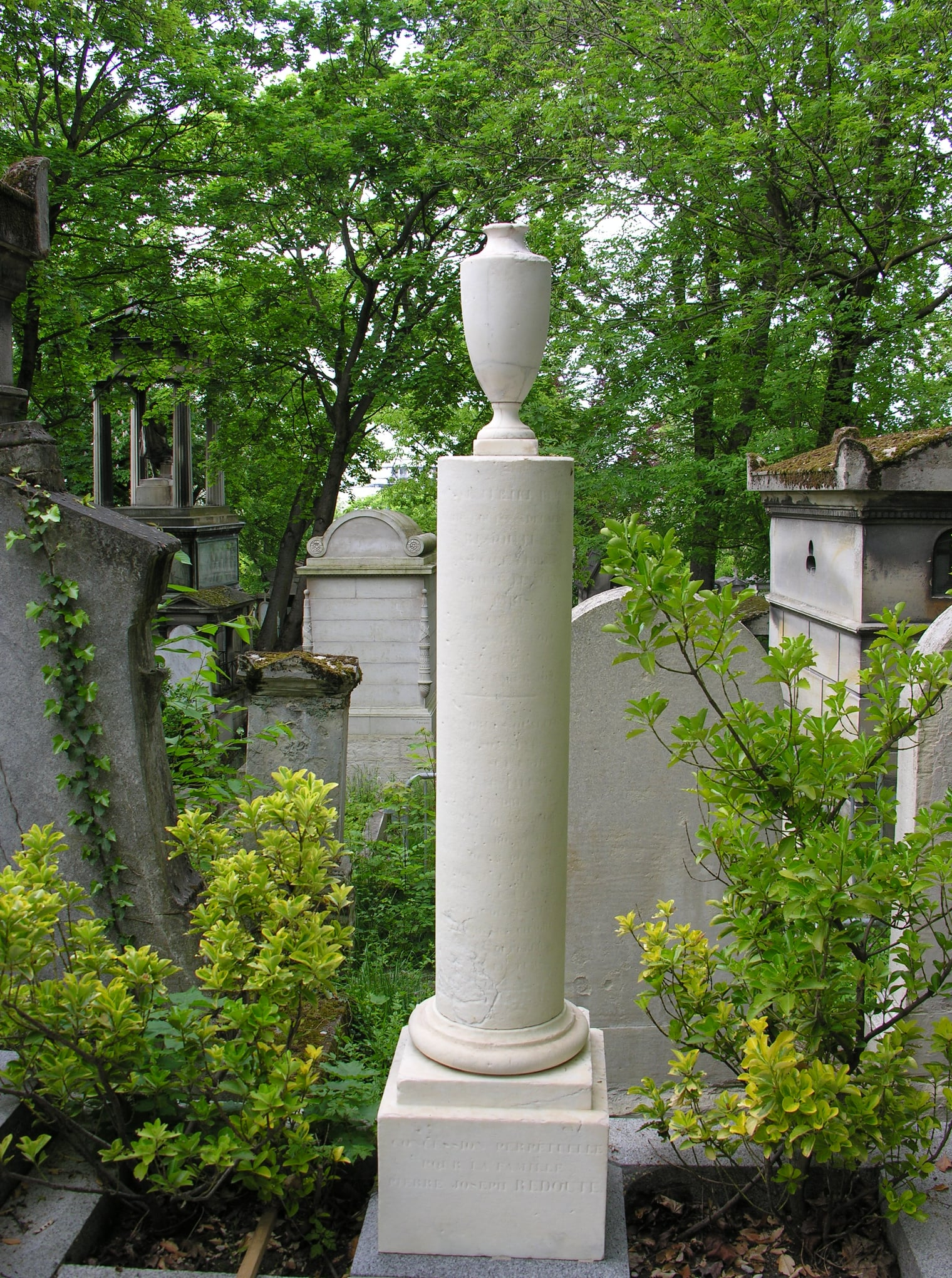
Sépulture au cimetière du Père-Lachaise.

Pierre-Joseph Redouté s'installe à Paris en 1782 aux côtés de son frère Antoine-Ferdinand. Leur frère Henri-Joseph Redouté les rejoint en 1785. Il rencontre Charles Louis L'Héritier de Brutelle et René Desfontaines, qui l'orientent vers l'illustration botanique, discipline alors en plein essor. En 1787, il part étudier les plantes aux jardins botaniques royaux de Kew près de Londres.
En 1788, Redouté rentre à Paris où L'Héritier l'introduit à la cour de Versailles. La reine Marie-Antoinette devient sa protectrice. Il reçoit le titre de dessinateur et peintre du Cabinet de la Reine.
En 1792, c'est l'Académie des sciences qui l'emploie.
En 1798, Joséphine de Beauharnais devient sa protectrice et en fait, quelques années plus tard, son peintre officiel.
Pierre-Joseph Redouté avait obtenu un des logements réservés dans les galeries du palais du Louvre aux artistes de renom. Lorsqu'il doit le quitter en 1805, il a depuis trois ans entrepris la publication des premiers des huit volumes des « Liliacées ». Il s'installe alors avec sa famille à Fleury-sous-Meudon (aujourd'hui quartier Val-Fleury de Meudon) où il possède une propriété composée d'une ancienne dépendance de la demeure dite hôtel de Tourmont et d'un jardin. Il bâtit une serre, créé une roseraie et cultive des orangers et nombre de végétaux rares dans le jardin de cette maison de campagne qu'il conservera jusqu'à sa mort. En 1807, il établit un atelier à Paris, à l'hôtel Mirabeau, 6, rue de Seine.
En 1809, Redouté enseigne la peinture à l'impératrice Marie-Louise.

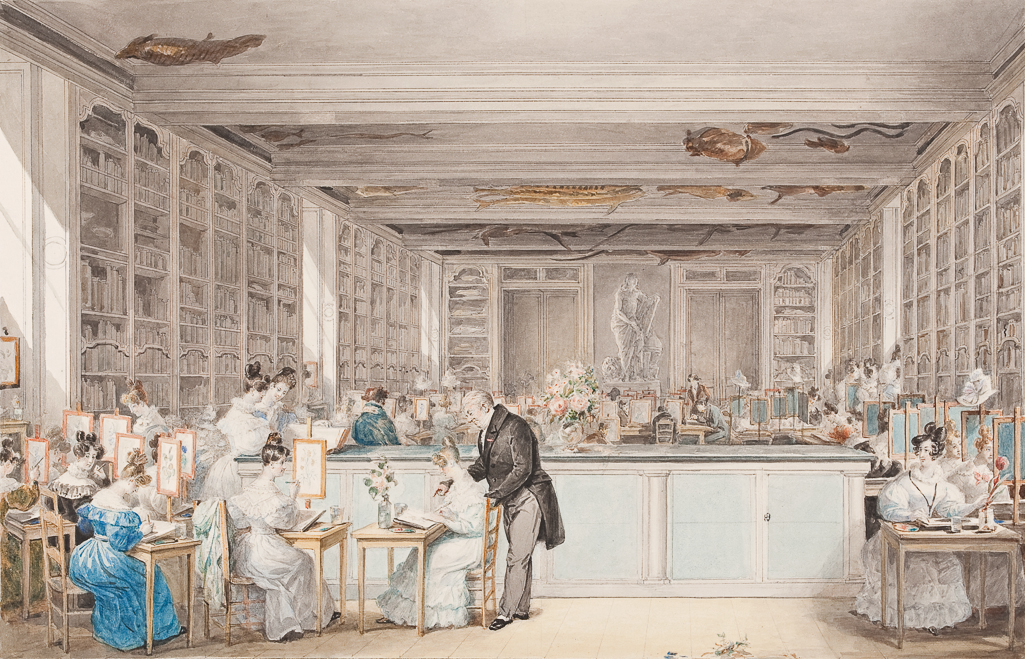
Julie Ribault, L'école de dessin botanique de Pierre-Joseph Redouté dans la salle Buffon au Jardin des Plantes, 1830.

En 1824, il donne des cours de dessins au Muséum national d'histoire naturelle à Paris. De nombreuses femmes  suivent son enseignement, parmi lesquelles Henriette Vincent, Augustine Girault-Lesourd, Ernestine Panckoucke ou encore Clémence Saint-Saëns, mère du compositeur Camille Saint-Saëns ou Nathalie Elma d'Esménard (en). Elisabeth Hardouin-Fugier mentionne aussi Adèle Riché, Pancrace Bessa, et précise que Pierre-Antoine Poiteau, s'il fut l'élève de Gérard van Spaendonck, fut surtout influencé par Redouté. Parmi les noms moins prestigieux figurent Rosine Antoinette Delaporte-Bessin (1807-1897), Jules Baget (1810-1893), Olympe Arson (1814-après 1870), Sarah Bray, 
Camille de Chantereine (en), et la mère d'Émile Reynaud. Quant à Zélie-Julie D'Leindre (1795-1858), qui serait sa plus ancienne élève, elle travailla à la Manufacture royale de Sèvres, comme Emilie Graf. Il ne faut pas oublier un certain nombre de femmes de la haute noblesse comme Adélaïde d'Orléans, sœur de Louis-Philippe.
Redouté a été capable de traverser, sans grand problème, les crises politiques successives, et de survivre aux différents régimes politiques. Il a collaboré avec les plus grands botanistes de son temps et a participé à près d'une cinquantaine d'ouvrages comme illustrateur et éditeur.
Il est enterré dans le cimetière du Père-Lachaise (28e division).

Jean Lechanteur écrit sous le titre La voie royale : continuité wallonne en France : 
«  Le premier artiste liégeois du XVIIIe siècle à Paris, Jean Duvivier, marche sur la voie tracée par Warin, puisqu'il accède aux charges de graveur des médailles des rois Louis XIV […] L'ascension de Grétry ne doit pas éclipser les brillants parcours de Gilles Demarteau, reçu à l'Académie en 1759, un an avant d'être nommé graveur de desseins du cabinet du roi, et de Pierre-Joseph Redouté prouve la capacité de survivre aux changements de régime : dessinateur et peintre du cabinet de Marie-Antoinette, dessinateur de l'Académie des sciences, peintre de fleurs de l'impératrice Marie-Joséphine, professeur de l'impératrice Marie-Louise[…] »
L'Institut Redouté-Peiffer à Anderlecht, le jardin Pierre-Joseph-Redouté à Paris et le prix P.J. Redouté portent son nom en son hommage.

## Principales publications

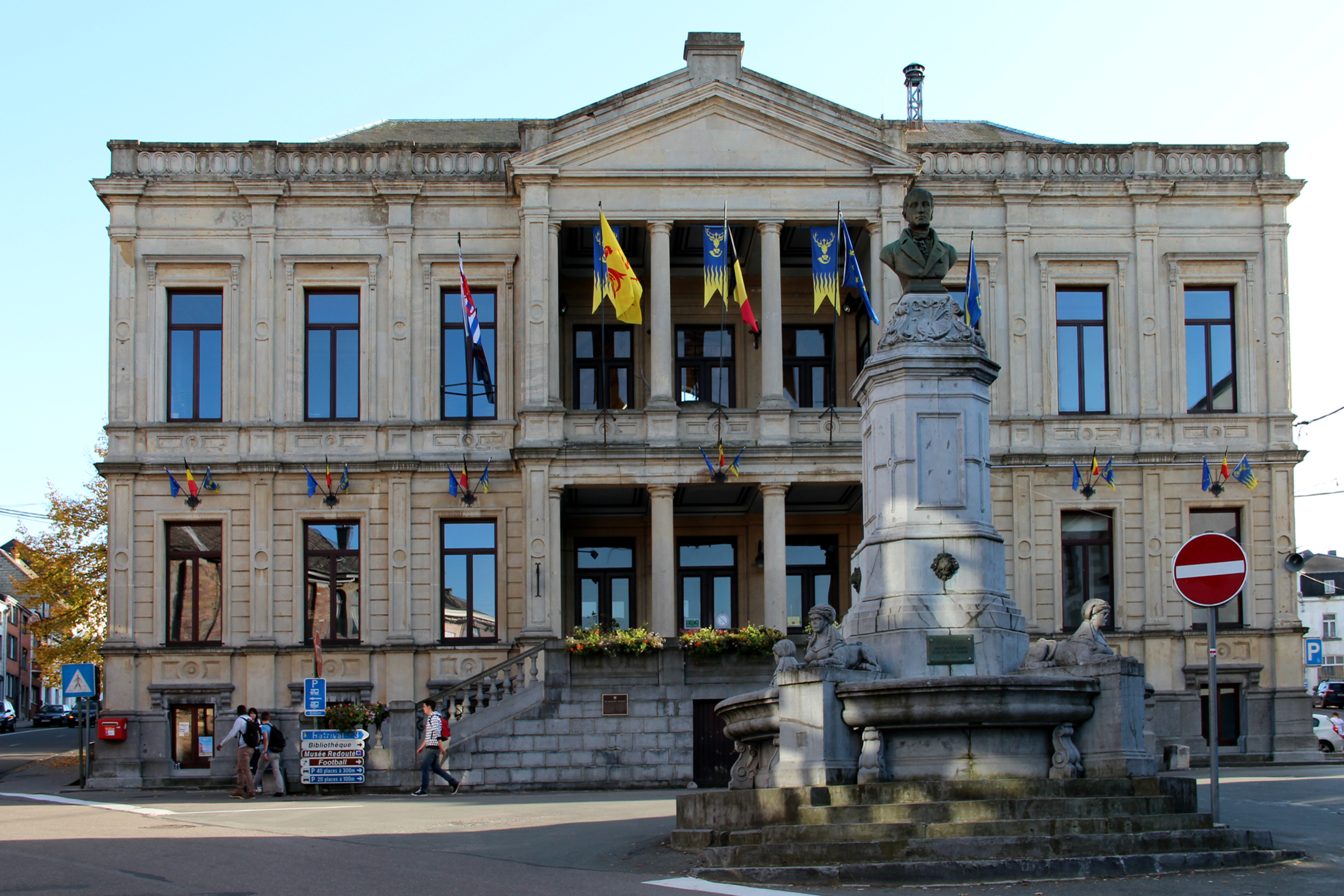
Monument à Pierre-Joseph Redouté à Saint-Hubert (Belgique).

- Geraniologia, 1787–1788 (texte en ligne).
- Plantes grasses, 2 volumes, 1790 (texte en ligne).
- Traité des arbres et arbustes que l'on cultive en France, par Duhamel. Nouvelle édition, avec des figures, d'après les dessins de P. J. Redouté, 7 volumes, 1800–1819.
- Les Liliacées, 8 volumes, 1802–1816 (Consulter sur Gallica).
- Les Roses, 3 volumes, 1817–1824 (ouvrages en ligne en couleur sur Gallica ou en couleurs sur Google Books 2 3).
- Choix des plus belles fleurs et de quelques branches des plus beaux fruits. Dédié à LL. AA. RR. les princesses Louise et Marie d'Orléans, 1827.
- Catalogue de 486 liliacées et de 168 roses peintes par P.-J. Redouté, 1829.
- Alphabet Flore, 1835.

## Œuvres dans les collections publiques
Peintures et Aquarelles :

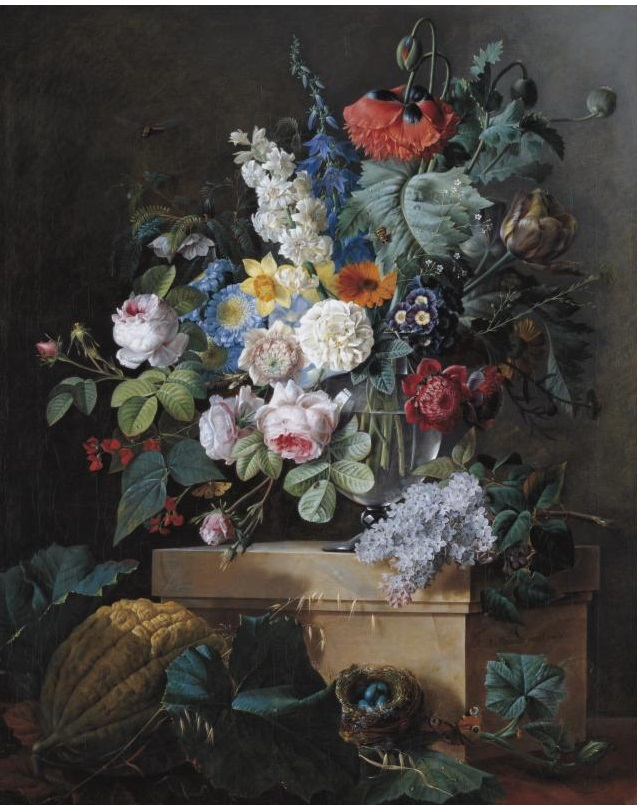
Fleurs dans un vase en verre, Huile sur Toile 1896
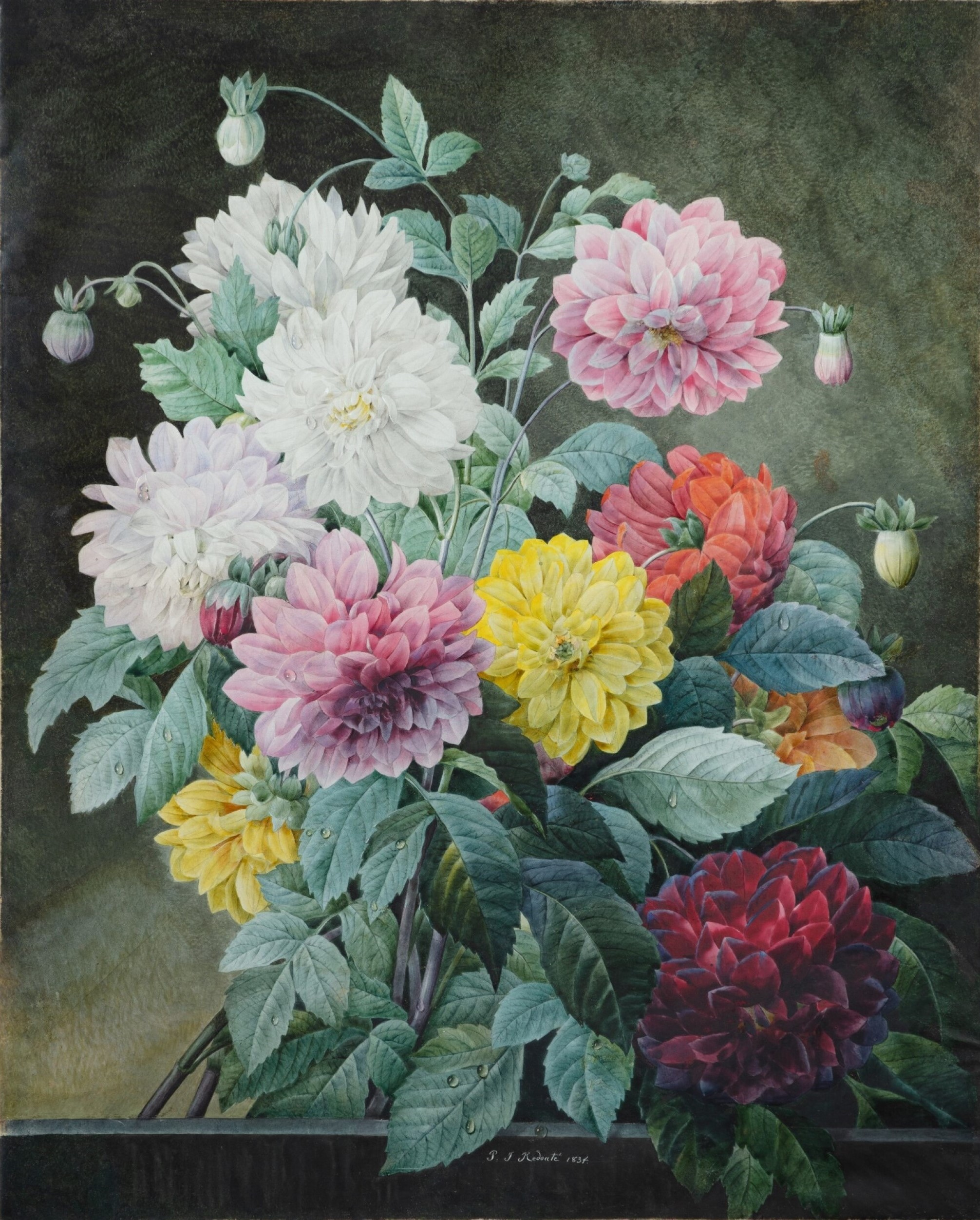
Bouquet de fleurs, Aquarelle sur Vélin 1834 - Collection particulière

Illustrations Botaniques :

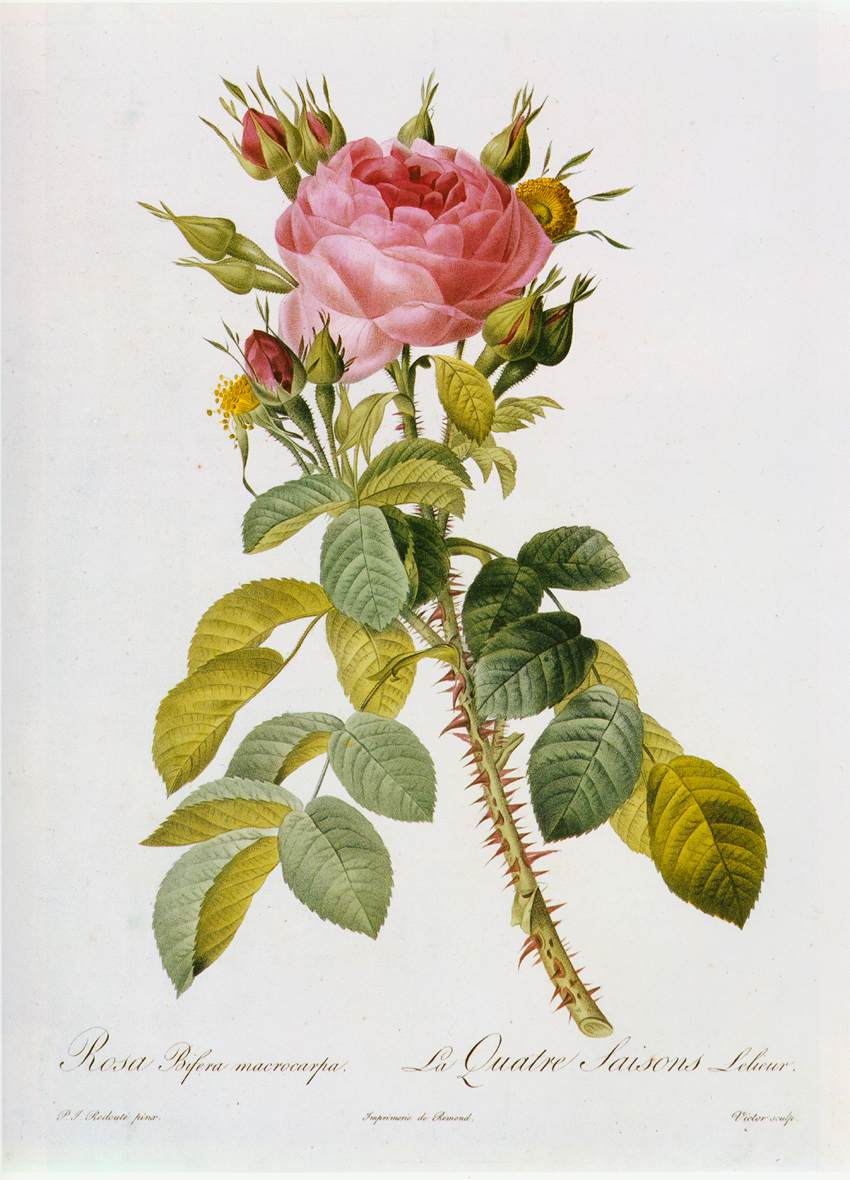
Rosa bifera macrocarpa.
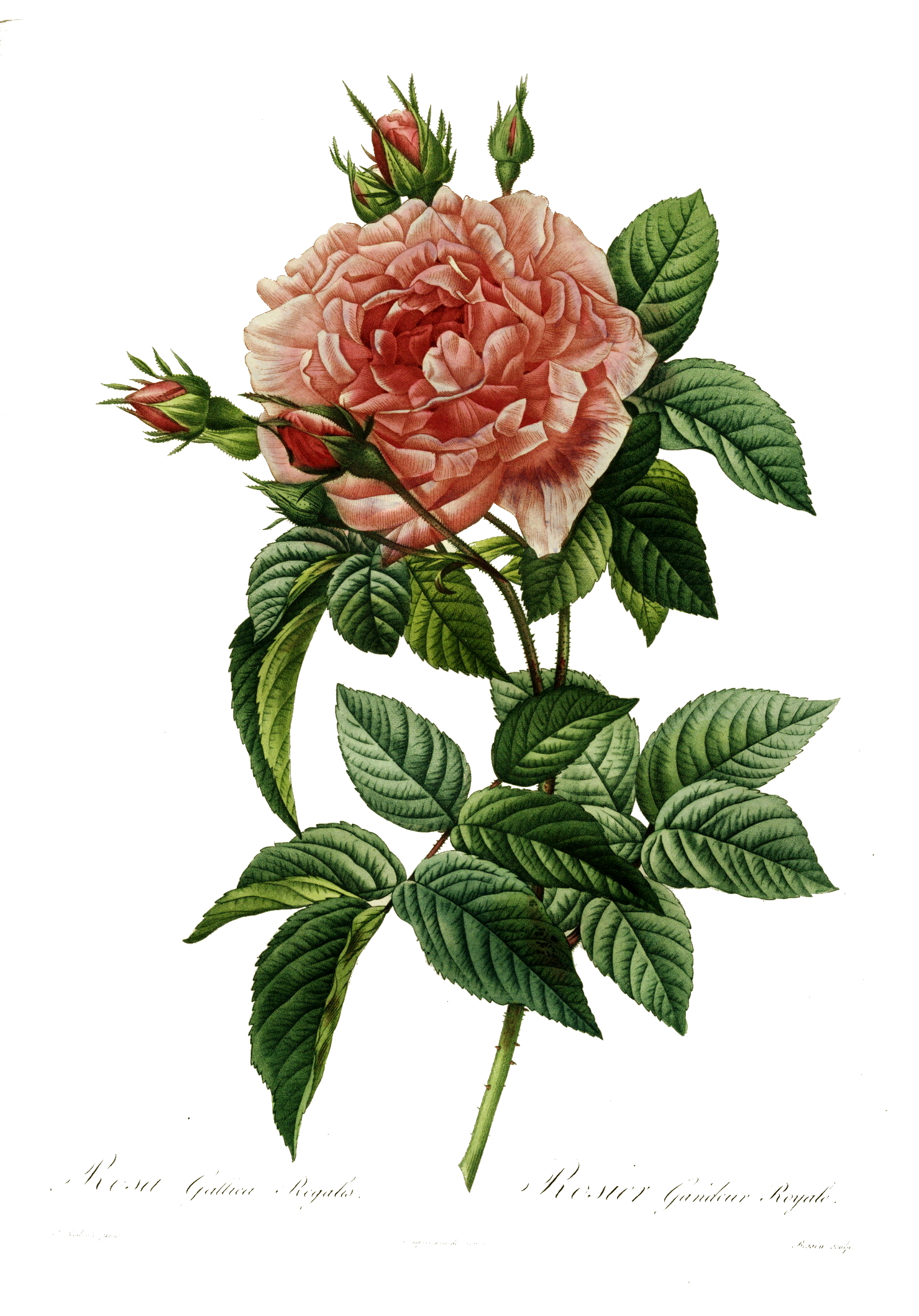
Rosa gallica regalis.
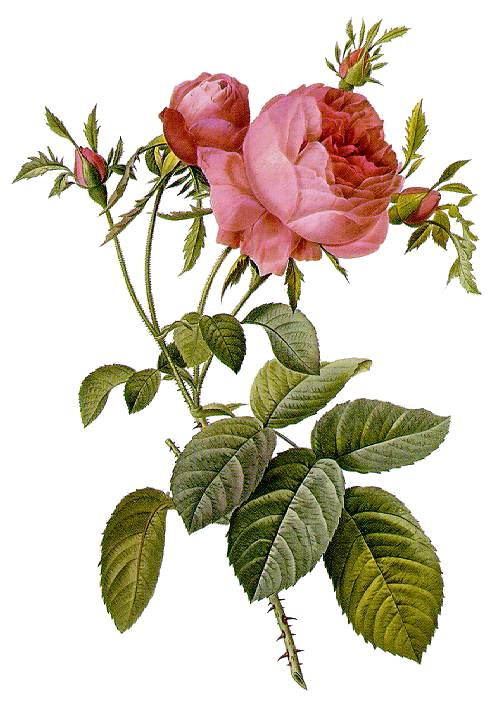
Rosa ×centifolia.
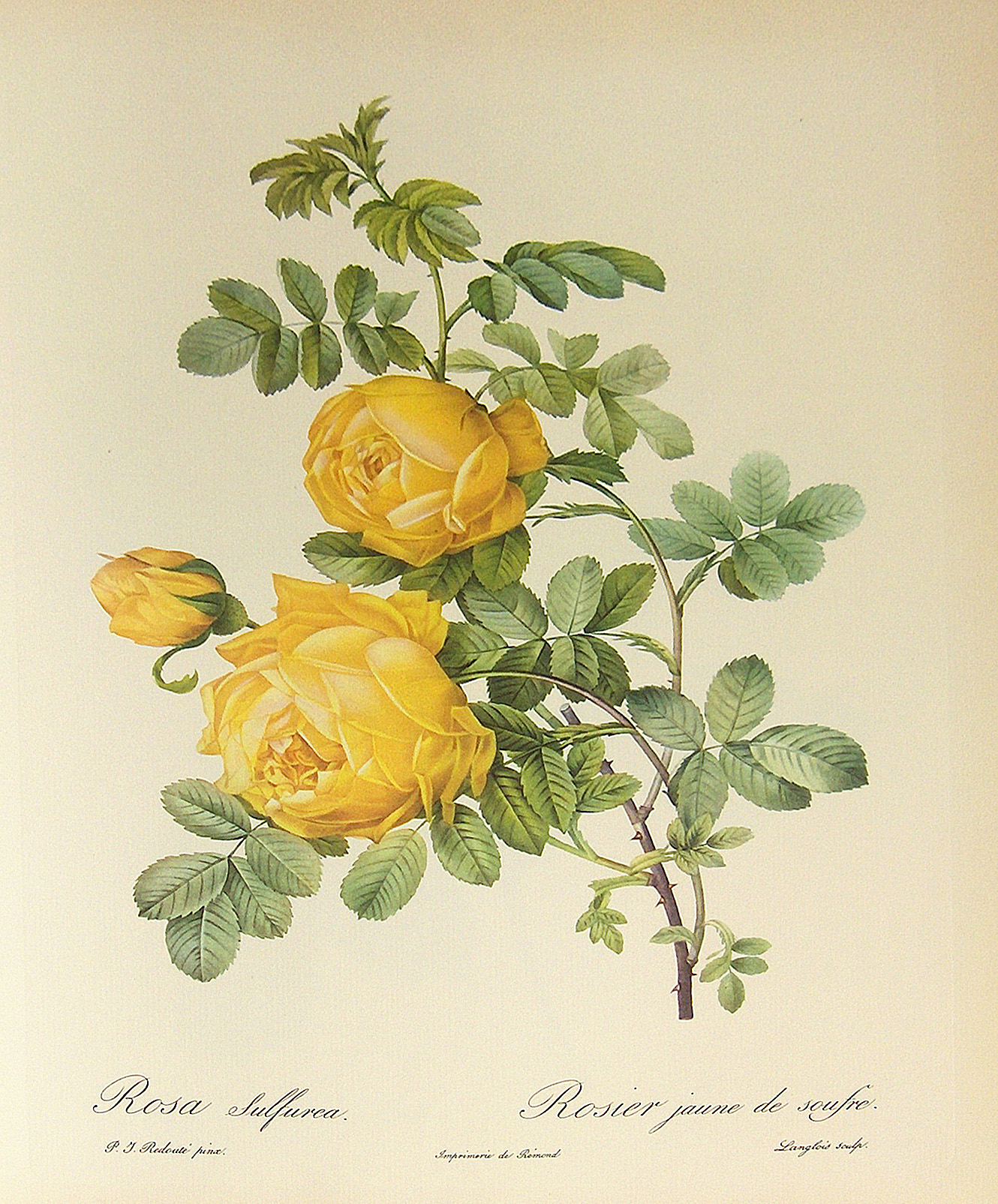
Rosa sulfurea.
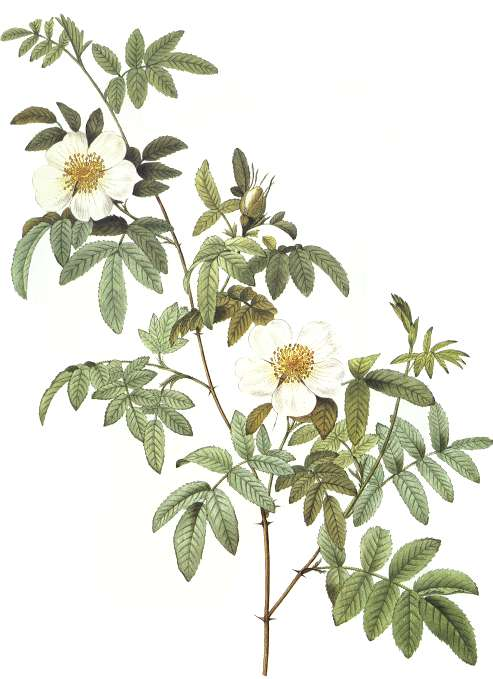
Rosa clinophylla.

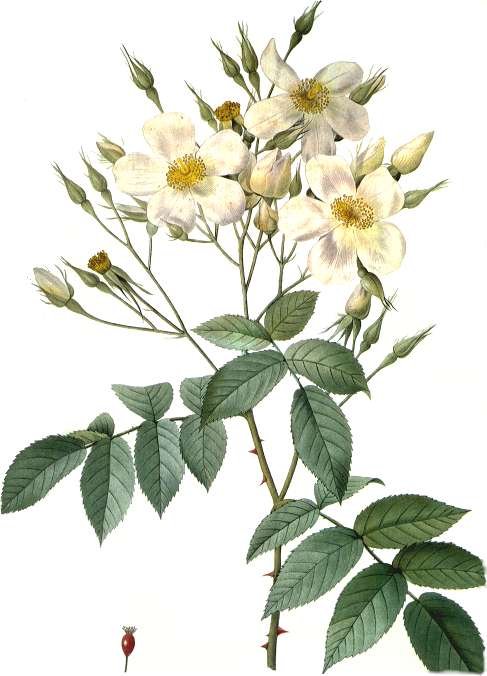
Rosa moschata.
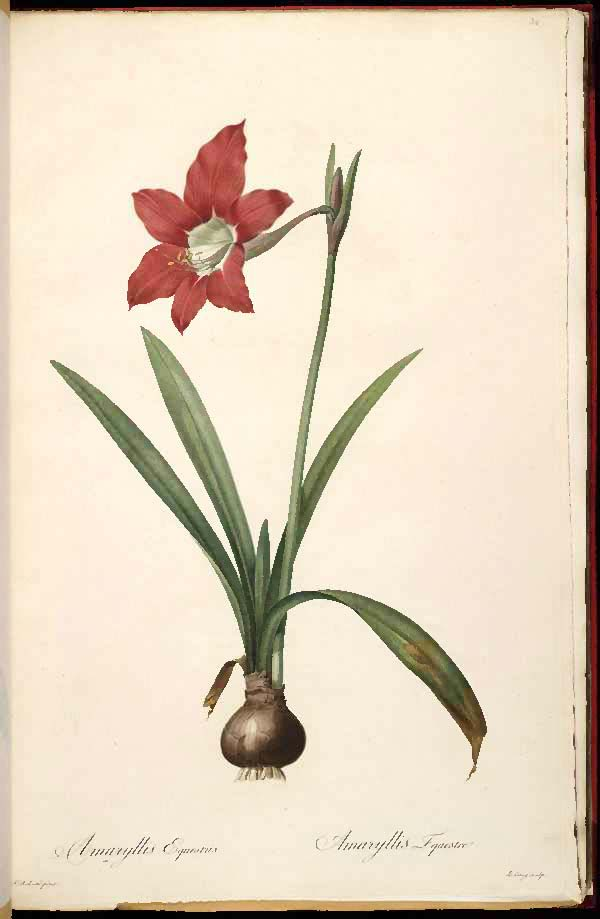
Hippeastrum puniceum 1802-1815.
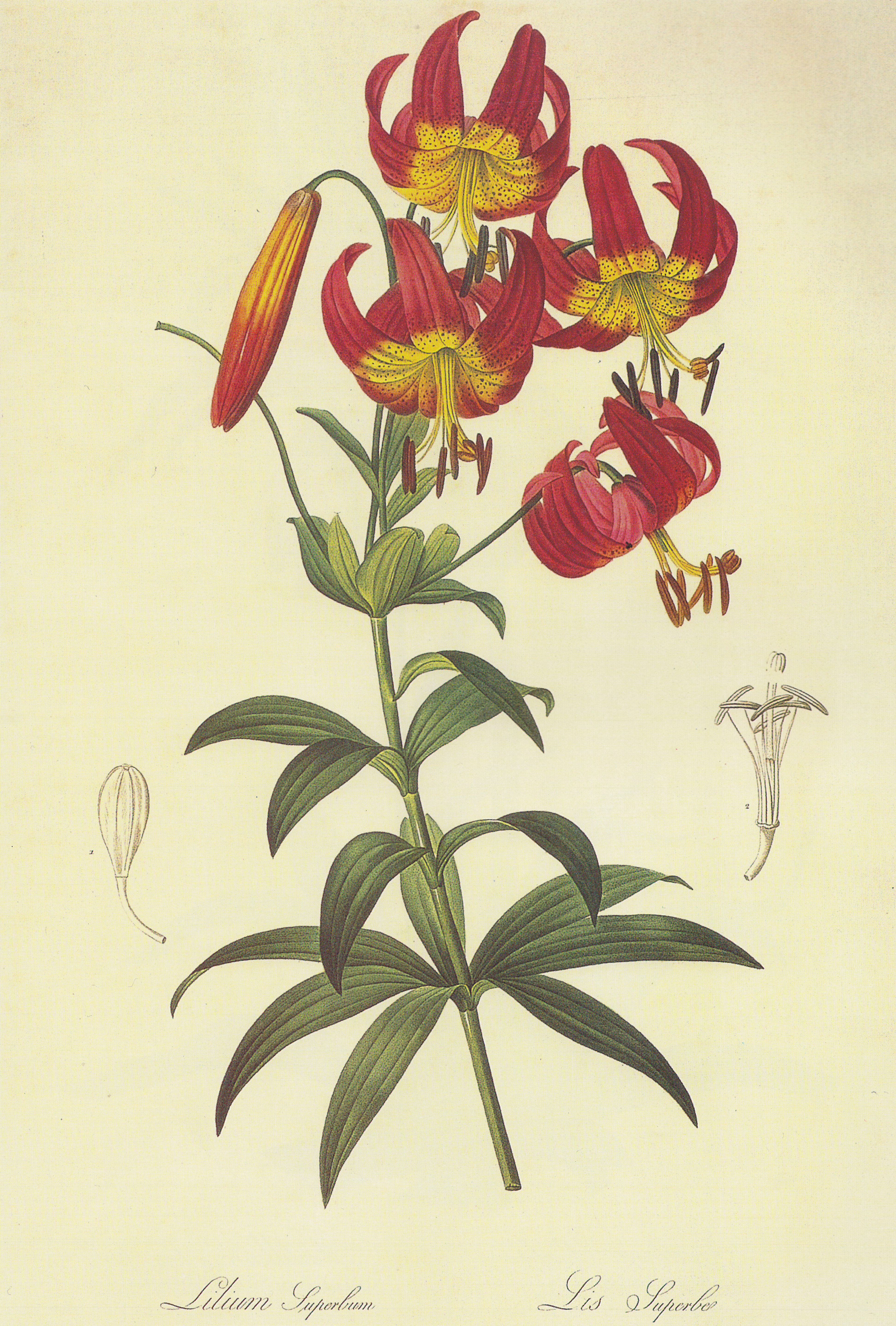
Lilium superbum 1802-1816.
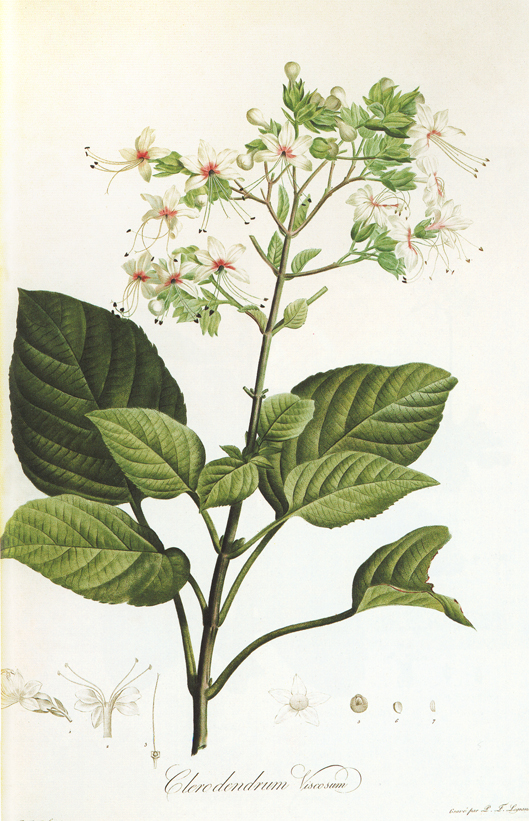
Clerodendrum viscosum, Jardin de la Malmaison, 1801.